# Sergei Borissowitsch Prankewitsch
Sergei Borissowitsch Prankewitsch (russisch Серге́й Бори́сович Пранке́вич, Transliteration Sergej Borisovič Prankevič; * 25. September 1984 in Omsk, Sowjetunion) ist ein russischer Shorttracker.
Im Januar 2002 startete Prankewitsch erstmals international bei der Juniorenweltmeisterschaft in Chuncheon, wo er aber nicht über ein Viertelfinale herauskam. Dennoch gelang ihm noch im November desselben Jahres der Sprung in den Shorttrack-Weltcup, auch dort scheiterte er jedoch schon immer in den Vorläufen. Dafür verpasste er bei der Junioren-WM im Januar 2003 in Budapest mehrmals nur knapp das Finale und platzierte sich so über 500 Meter auf dem siebten Rang. Bei den Europameisterschaften des Jahres schied Prankewitsch allerdings wieder frühzeitig aus. Zum Auftakt der Saison 2003/04 erreichte er mehrere gute Resultate im Weltcup, zudem gewann er bei der Europameisterschaft 2004 die Silbermedaille mit der Staffel und wurde Sechster im Allround-Wettkampf. Wieder nach den ersten Läufen war dafür die Weltmeisterschaft für ihn beendet. 
Nachdem die Ergebnisse Prankewitschs in der Saison 2004/05 sowohl im Weltcup als auch bei den Großereignissen enttäuschend ausgefallen waren, wurde er in der Saison 2005/06 nicht im Weltcup eingesetzt. Nur bei der Europameisterschaft 2006 ging er international an den Start und wurde Dritter auf der 500-Meter-Strecke. Im Weltcup 2006/07 wurde er auch nur einmal bei der ersten Station eingesetzt und erreichte keine Top-10-Platzierung. Nur auf dem 24. Rang platzierte er sich im Einzel bei der Europameisterschaft 2007. Wie in der Vorsaison gelangen Prankewitsch auch im Weltcup 2007/08 keine herausragenden Ergebnisse, als Elfter verpasste er jedoch einmal über 500 Meter nur knapp die besten zehn Ränge. In die Saison 2008/09 startete er mit einem guten zehnten Rang auf der Kurzdistanz 500 Meter.